# Saint-Martin-le-Beau
Saint-Martin-le-Beau és un municipi de la regió de Centre-Vall del Loira, departament de l'Indre-et-Loire. En aquesta població va passar els darrers anys d'exili el president de la Generalitat Josep Tarradellas.